# Onze-Lieve-Vrouw-van-Zeven-Smartenkapel (Panningen)

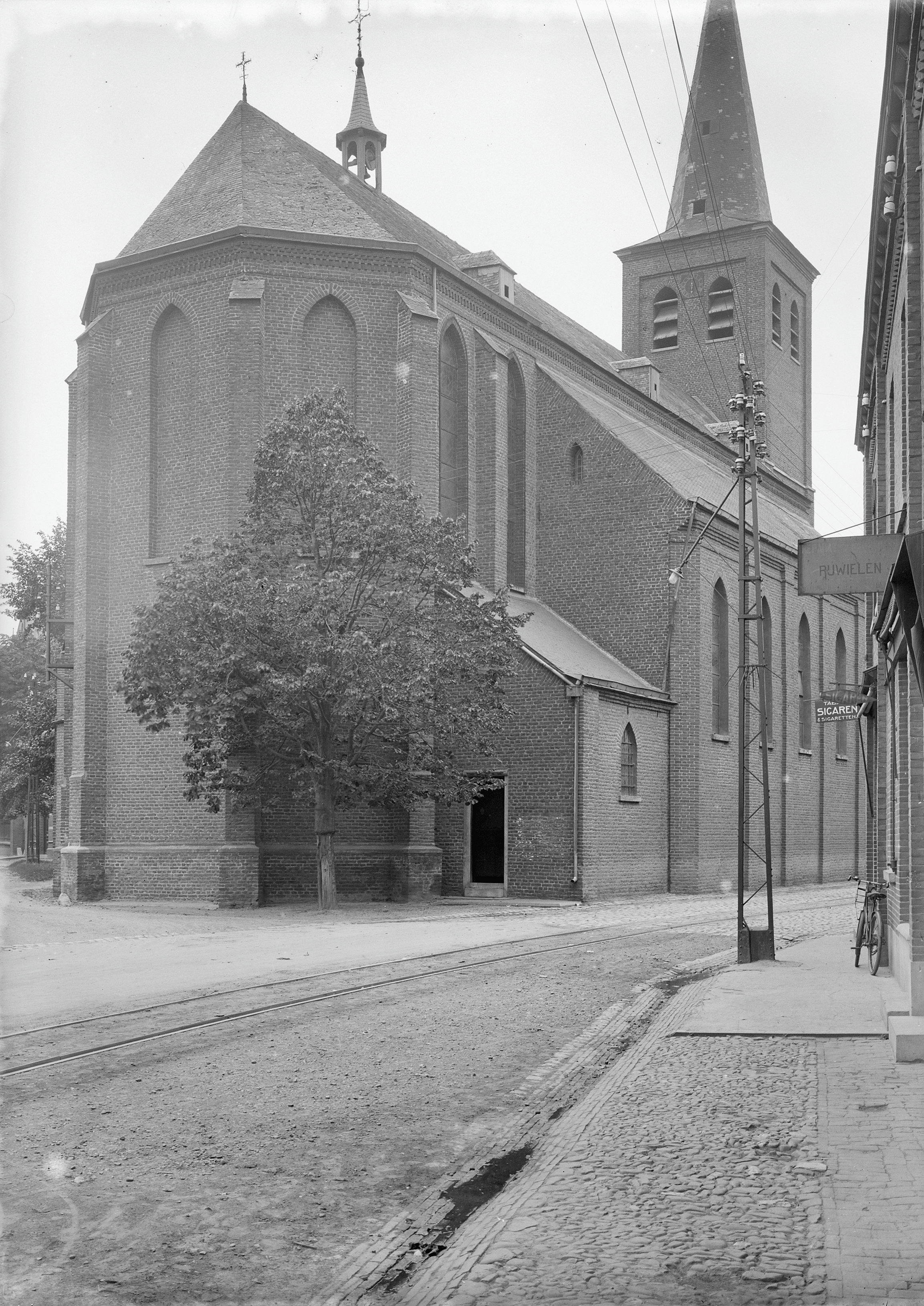
De oude Onze-Lieve-Vrouw-van-Zeven-Smartenkerk

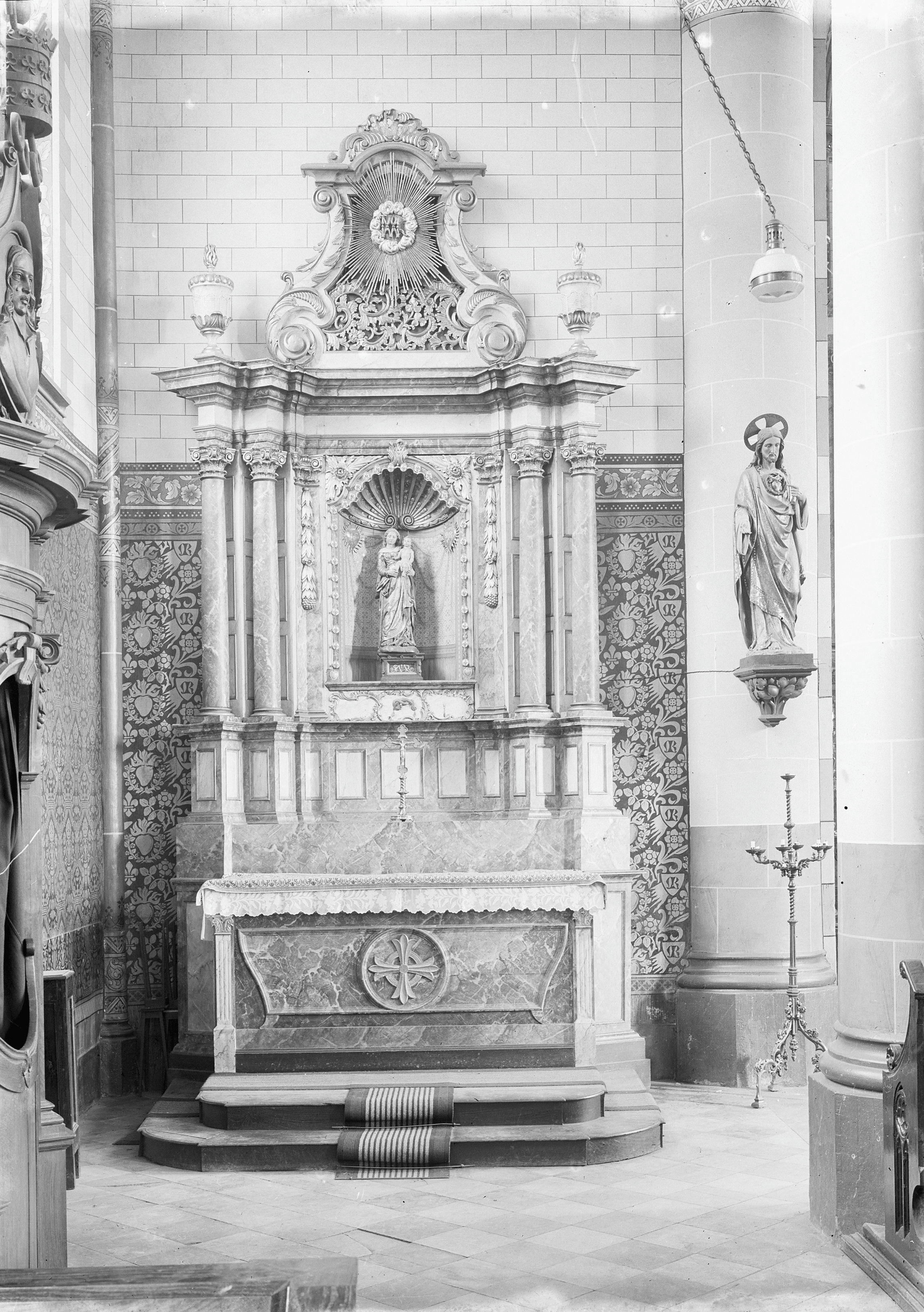
Het Maria-Altaar met het beeldje

De Onze-Lieve-Vrouw-van-Zeven-Smartenkapel was een bedevaartskapel, in feite een kleine kerk, te Panningen.

## Geschiedenis
De aanleiding tot de bouw van de kapel was het feit dat een met pest besmette man, Derick van Oeijen, een bedrag legeerde voor de bouw van een kapel. Deze kapel kwam vermoedelijk in 1638 gereed en was afhankelijk van de parochiekerk van Helden, reden waarom de kapel ook wel Heldense Kapel werd genoemd. Naar verluidt vonden er weldra vele wonderbaarlijke genezingen plaats. Dit leidde ertoe dat Panningen een belangrijke bedevaartplaats werd.
Er kwamen zoveel bedevaartgangers dat de kapel in 1643 al moest worden vergroot, waarna deze opnieuw werd ingewijd. Begin 18e eeuw schonk baron Bouwens van der Boye, die Heer van Venray en Helden was, een horologiewerck aan de kapel. In 1798 volgde een tweede uitbreiding en in 1830 werd de kapel tot parochiekerk verheven.
Van 1834-1835 werd de kerk met zijbeuken uitgebreid en in 1853 werden er enkele altaren in de kerk bijgeplaatst. Het linker zijaltaar was gereserveerd voor het miraculeuze Mariabeeld. Begin 20e eeuw werd de kerk opnieuw te klein, en ook vormde ze een hinder voor het verkeer. In 1929 kwam de nieuwe Onze-Lieve-Vrouw-van-Zeven-Smartenkerk gereed en in 1931 werd het oude kerkje gesloopt. Het houten hoogaltaar en het Mariabeeld werden overgeplaatst naar de nieuwe kerk.

## Legenden en wonderen
Omtrent het beeldje, dat gedateerd wordt als vroeg-17e-eeuws, bestaan nog enkele legenden.
Het zou, omstreeks 1630, vanuit Ell of Grathem op een kar zijn vervoerd om het te vrijwaren voor het strijdgewoel tussen Staatse en Spaanse troepen. Afgesproken werd om op de plaats waar de paarden stil zouden staan een kapel te bouwen.
Een ander verhaal zegt dat enkele bewoners van Panningen in Ell of Grathem een mooi Mariabeeld ontdekten en dat in Panningen aan een boom hingen, waarop de kinderen bloemenkransen om het beeld legden. Een rijke man zou geld ter beschikking hebben gesteld voor de bouw van de kapel, als hij van de pest genas. Op wonderbaarlijke wijze zou hij daarop van de pest genezen zijn, wat al spoedig vele bedevaartgangers trok. Archiefonderzoek wees uit dat genoemde rijke man de bovengenoemde Derick van Oeijen betrof, dat deze inderdaad geld ter beschikking heeft gesteld, maar dat hij in werkelijkheid niet genezen is. Er is overigens verslag gedaan van een aantal wonderbaarlijke genezingen tussen 1657 en 1663.